# Colophon cassoni
Colophon cassoni је инсект из реда тврдокрилаца (Coleoptera) и породице јеленака (Lucanidae).

## Распрострањење
Ареал врсте је ограничен на једну државу. Јужноафричка Република је једино познато природно станиште врсте.

## Угроженост
Ова врста је крајње угрожена и у великој опасности од изумирања.